# Nai vàng Đông Dương
Nai vàng Đông Dương (Danh pháp khoa học: Hyelaphus annamiticus) là một loài thuộc chi Hyelaphus và cũng được coi là phân loại của hươu vàng là động vật bản địa của Campuchia, Lào, Trung Quốc và Việt Nam, chúng được cho là xuất xứ từ Thái Lan. Loài này còn được biết đến với tên gọi Hươu vàng Đông Dương, hươu vàng Thái Lan hay hươu vàng Việt Nam hay hươu lợn, hươu đầm lầy. Ở Việt Nam, loài này còn là loài thú quý hiếm, có thể thuần dưỡng nuôi trong các trang trại, trong gia đình lấy nhung hươu, thịt, xương, da hoặc nuôi bán tự nhiên trong các khu du lịch sinh thái. Chúng được đưa vào Sách đỏ Việt Nam (1992, 2000) ở bậc E và Danh mục đỏ IUCN (2000).

## Phân bố
Hươu vàng bắt nguồn từ các khu rừng nhiệt đới, hiện nó phân bố rộng rãi ở các vùng trên đất nước Việt Nam như Kon Tum, Đắk Lắk, Lâm Đồng, Đồng Nai (Hiếu Liêm, Long Thành). Cao Bằng, Bắc Thái, Quảng Ninh, Hà Tây (Ba Vì), Thanh Hoá, Nghệ An (Quỳnh Lưu), Hà Tĩnh (Hương Sơn, Hương Khê), Sơn La (Thị Xã), Hải Phòng (đảo Cát Bà), Ninh Bình (Cúc Phương), Sông Bé (Hữu Liêm).

## Đặc điểm
Nhìn chung, chúng cao 0,72m, có bộ lông ngắn và xám, màu nâu đậm, gạc dài 62 cm. Nai cái có thân hình nhỏ, lông màu hung đỏ, đứng ở xa dễ nhầm với hươu.

### Mô tả
Hươu vàng Việt Nam là con vật đẹp, có tầm vóc nhỏ, chậm chạp và nặng nề. Nai cỡ trung bình thân dài khoảng 1,3-1,5m, cao vây từ 66–74 cm. Trọng lượng tối đa có thể lên đến 50 - 60 kg (trung bình từ 35–45 kg). Khối lượng sơ sinh trung bình là từ 2.0-2.11 kg, 3 tháng tuổi: 7.9-8.14 kg, 6 tháng tuổi: 13.4 -14.25 kg, 9 tháng tuổi: 15.4-16.8 kg và 12 tháng tuổi: 17.5 -19.40 kg. Bộ lông ngắn mền, màu vàng hung hay vàng xám. Nhìn tổng thể chúng có lông da màu vàng nâu hay màu hạt dẻ. Lông ở lưng dài thô nhưng không tạo thành bờm. Ngực, bên trong đùi và bụng có màu trắng sáng hơn. Sừng nhỏ dài 37–50 cm, mảnh ngắn, có 2-3 nhánh (hai nhánh phụ, một nhánh chính) nhỏ hơn sừng Nai, nhưng lớn và dài hơn sừng hoẵng. Đế sừng ngắn hơn đế sừng Hoẵng.
Nhìn tổng thể, thân hình chúng cân đối, đầu ngắn, mắt to trong sáng, tai ngắn, cổ dài vừa phải. Ngực to tròn và sâu nhất là ở những con đực. Đuôi ngắn, lông phần trên có màu hạt dẻ và phần dưới có màu trắng. Hươu có 4 chân ngắn thon, mảnh. Hình dáng thấp so với cấu trúc cơ thể con vật nhưng chắc chắn. Hươu vàng có màu sắc lông thay đổi theo mùa: Từ màu hạt dẻ nhạt đến màu nâu bóng mượt rồi đến nâu sẫm (mùa đông), hươu cái có màu nhạt hơn con đực. Hươu vàng thay lông mỗi năm một lần, thời gian thay lông từ tháng 1 đến tháng 5. Trong thời gian thay lông, lông xù lên và rụng từng đám lởm chởm không đều. Việc thay lông diễn ra đầu tiên ở vai, đùi, lưng và toàn thân.Con đực thường thay lông sớm hơn con cái. Trong mùa động dục con đực có màu lông sẫm bóng toàn thân, và nhất là mặt ngoài của 4 chân.

### Chọn giống

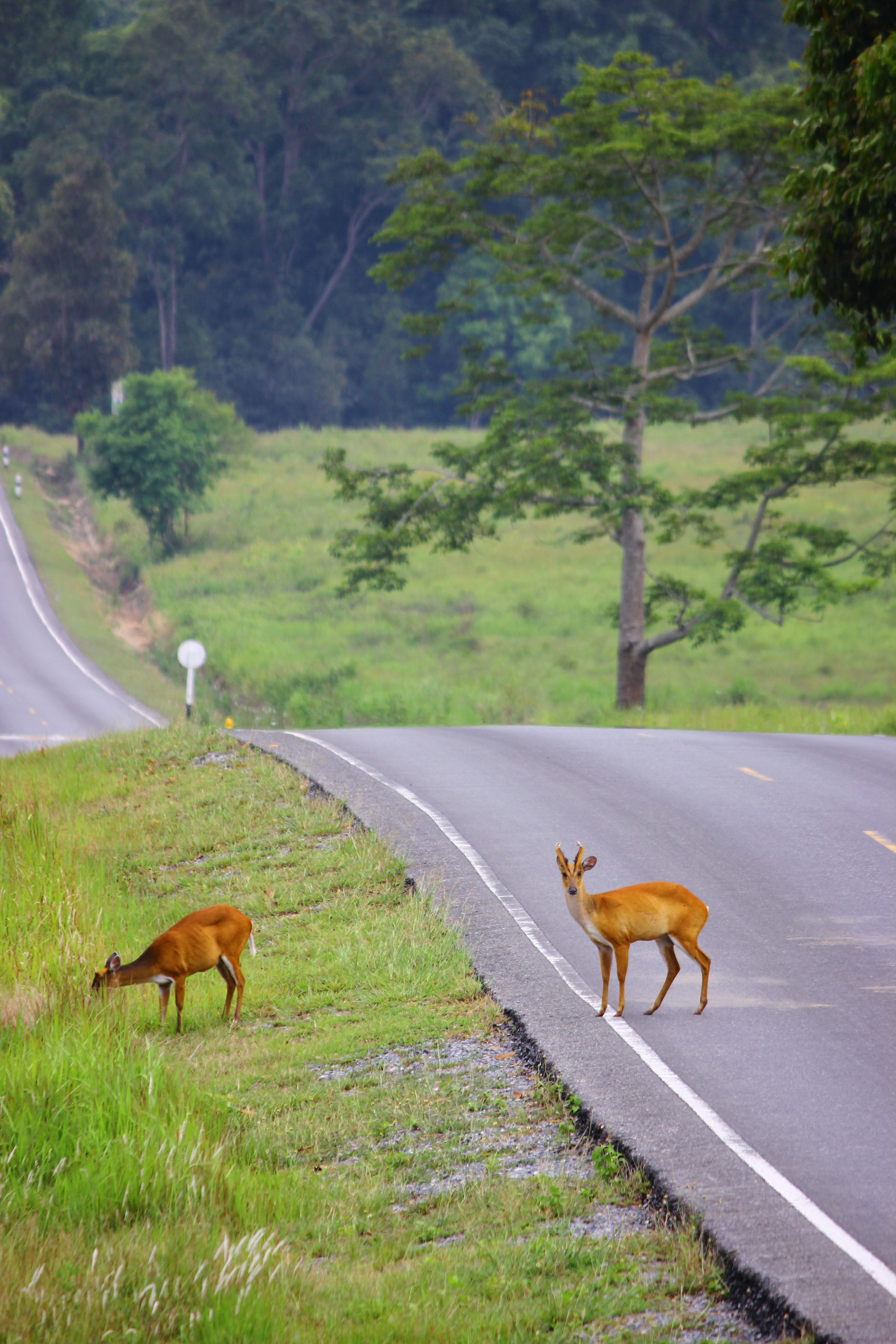
Nai vàng ở Thái Lan

Trong chọn giống để chăn nuôi, người ta thường chọn những cá thể có các ưu điểm thể hiện rõ phẩm chất giống, hươu đực có cơ thể phát triển cân đối chắc chắn, khoẻ mạnh, béo vừa phải. Bình thường lông cómàu vàng sẩm, trên thân có những đốm trắng giống sao nỗi rõ, dưới cằm, cổ, đùi có màu trắng nhạt mùa thay lông bộ lông có màu sẫm tối, đốm trắng mờ hẳn tính tình nhanh nhẹn ít hung dữ. nhược điểm sau thì không nên chọn có đặc điểm giống không rõ ràng, cơ thể chậm phát triển, tính cân đối thấp, quá yếu, gầy hoặc quá béo. Lông da không đặc trưng cho phẩm chất giống.

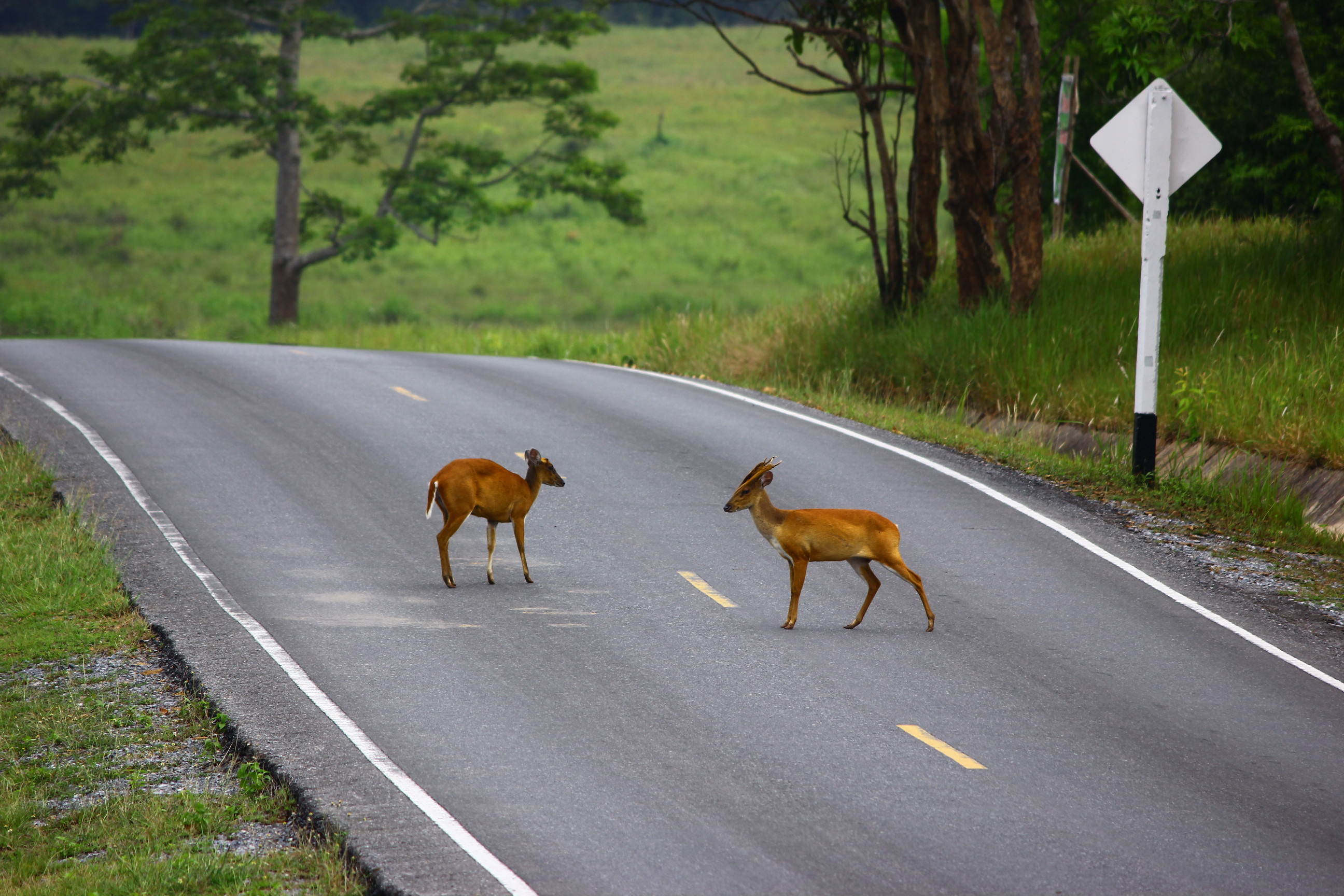
Nai vàng ở Thái Lan

Đầu to vừa phải có dạng hình chữ V, khoảng cách giữa hai gốc sừng rộng, mắt tinh, mõm dài vừa, đôi tai luôn nghe nhóng nhanh nhạy, đầu cổ kết hợp tốt, cổ dài vừa phải và thon nhỏ, không nên chọn những con đầu quá to, hoặc quá nhỏ, đôi mắt kém tinh nhanh, đôi tai ít cử động trán hẹp, khoảng cách sừng ngắn, đầu cổ kết hợp không tốt.
Ngực đầy đặn, vòng ngực lớn, vai ngực kết hợp tốt. Những con có nhược điểm là Vai quá hẹp ngực nông vai quá nhỏ ngực và cổ kết không chắc chắn. Sống lưng thẳng, lưng thon mình ngựa, lưng, sườn, bụng kết hợp tốt, nên loại những con có đặc điểm Bụng xệ, lưng quá cong, thân quá dài hoặc quá ngắn, lưng sườn bụng, kết hợp với nhau lõng lẽo.
Mông cân đối nở nang, đùi đầy đặn có cơ thịt nỗi rõ chắc, mông và đùi linh hoạt, kết hợp chắc chắn, loại những con Mông lép, đít tóp teo, đùi nhỏ cơ thịt nhảo, đi lại không bình thường. Bốn chân thon nhỏ dài vừa chắc chắn, vận động tự nhiên, nhanh nhẹn, hai chân trước không qua thấp so với hai chân sau, hai chân sau chùng xuông so với hai chân trước, phía sau hơi thấp hơn so với phía trước,
Không nên chọn những con có Bốn chân không chắc chắn vận động không bình thường, chân quá nhỏ hay quá to, mong chân không bình thường hay bị bệnh.Bộ phận sinh dục hoàn thiện, cân đối, hai hon cà to cân đối, dương vật bình thường. Tính hăng vào thời kỳ sinh sản tốt, mùa sinh sản thường ướt ở dương vật, không chọn những con có bộ phận sinh dục không hoàn thiện, hai hòn cà không cân đối, tính hăng kém, khả năng nhảy phối kém.
Đối với hươu cái, người ta thường chọn nuôi những con nhìn tổng quan đẹp, khoẻ,cân đối hài hoà giữa các bộ phần cơ thể, thể hiện rõ đặc trưng của giống cái, đuôi luôn phe phẩy, mắt sáng nhanh nhẹn, thể chất lông da thể hiện rõ phẩm chất giống, hươu cái có cơ thể phát triển cân đối, khoẻ mạnh, béo vừa phải.
Bình thường lông có màu vàng sẩm, trên thân có những đốm trắng giống sao nỗi rõ, dưới cằm, cổ, đùi có màu trắng nhạt. Tính tình nhanh nhẹn ít hung dữ, loại bỏ không chọn những con đặc điểm giống không rõ ràng, cơ thểchậm phát triển, tính cân đối thấp, quá yếu, gầy hoặc quá béo. Lông da không đặc trưng cho phẩm chất giống. Tính tình quá hung dữ hoặc quá chậm chạm.
Đầu to vừa phải có dạng hình chữ V, khoảng cách giữa hai gốc sừng rộng, mắt tinh, mõm dài vừa, đôi tai luôn nghe nhóng nhanh nhạy, đầu cổ kết hợp tốt, cổ dài vừa phải và thon nhỏ, không nên chọn những con Đầu quá to, hoặc quá nhỏ, đôi mắt kém tinh nhanh, đôi tai ít cử động trán hẹp, khoảng cách sừng ngắn, đầu cổ kết hợp không tốt. Chọn những con có ngực đầy đặn, vòng ngực lớn, vai ngực kết hợp tốt, loại những con Vai quá hẹp ngực nông vai quá nhỏ ngực và cổ kết không chắc chắn.
Sống lưng thẳng, lưng thon mình ngựa, lưng, sườn, bụng kết hợp tốt. Không chọn những con Bụng xệ, lưng quá cong, thân quá dài hoặc quá ngắn,lưng sườn bụng, kết hợp với nhau lõng lẽo. Mông và đùi sau: Chọn những con Mông cân đối nở nang, đùi đầy đặn có cơ thịt nỗi rõ chắc, mông và đùi linh hoạt, kết hợp chắc chắn, không nên chọn những con Mông lép, đít tóp teo, đùi nhỏ cơ thịt nhảo, đi lại không bình thường.
Bốn chân là rất quan trọng đối với hươu chọn làm giống vì thể nên chọn những con có Bốn chân thon nhỏ dài vừa chắc chắn, vận động tự nhiên, nhanh nhẹn, haichân trước không qua thấp so với hai chân sau, hai chân sau chùng xuông so với hai chântrước, phía sau hơi thấp hơn so với phía trước. Không nên chọn những con có 4 chân không chắc chắn vận động không bình thường, chân quá nhỏ hay quá to, móng chân không bình thường hay bị bệnh.
Hươu cái thường làm nhiệm vụ sinh sản nên khâu chọn bộ phận nàyrất quan trọng nên chú ý chọn những con có Bộ phận sinh dục hoàn thiện, Biểu hện động dục rõ ràng, bốn vú đều nhau, dễ phối giống, cho sữa tốt, nuôi con giỏi,không nên chọn những con có đặc điểm Bộ phận sinh dục khuyết tật, khó phối giống,biểu hiện động dục không rõ ràng, khó đẻ, không biết nuôi con. Con cái dễ phối giống, mắn đẻ, nuôi con giỏi, tạp ăn, sữa tốt.

## Tập tính

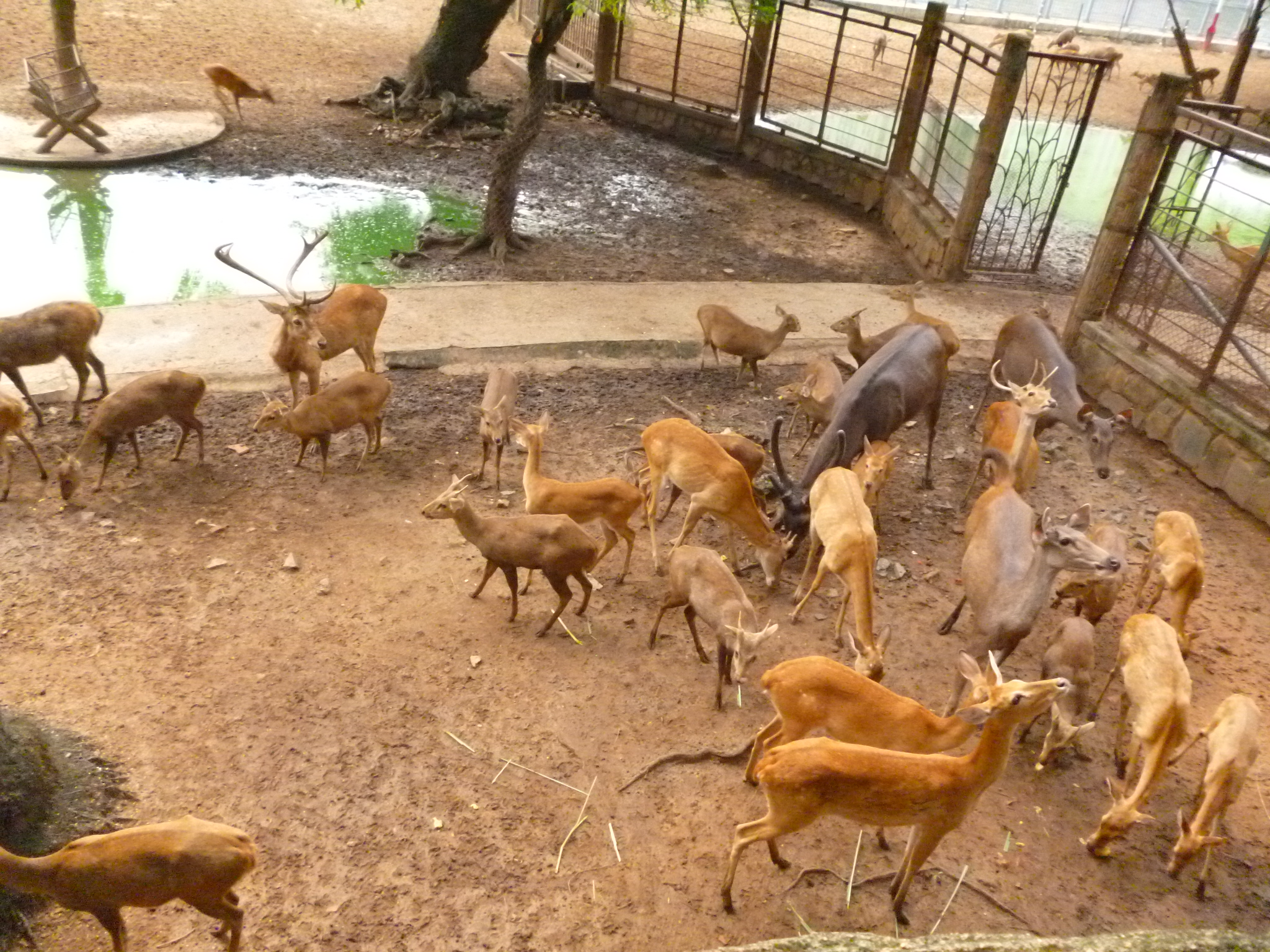
Nuôi nai

Thức ăn là cỏ lá cây ở những khu vực ẩm ướt ven các đầm lầy, sông suối. Chúng sinh sống trong rừng thưa ven các sình lầy, sông suối, ở độ cao không quá 1000m so với mặt biển. Chúng kiếm ăn ban đêm, ban ngày nghỉ ngơi trong các lùm cây lau sậy rậm rạp hay đầm mình trong bùn nước. Số lượng chúng ít khoảng 200 - 300 con. Vùng sinh sống của chúng ngày càng bị thu hẹp dần do khai thác các vùng ẩm thấp làm nông nghiệp và xây dựng các hồ chứa nước. Thức ăn của chúng là cỏ lá cây ở những khu vực ẩm ướt ven các đầm lầy, sông suối.
Sinh sản của Hươu vàng ở Việt Nam thì chúng động dục và ghép đôi vào tháng 9, 10. Thời gian có chửa 8 tháng. Mỗi năm đẻ một lứa, mỗi lứa đẻ một con. Sống đàn 20 - 30 con, có thể lẫn lộn với đàn Nai cà tông hoặc Nai. Kẻ thù tự nhiên của chúng có thể bị các loài thú ăn thịt lớn tấn công gây hại. Tuổi đẻ lứa đầu của hươu cái: 27.84 tháng, 27.86 tháng, thời gian mang thai: 224.2 ngày, mùa động dục từ tháng 5-8. Hươu đẻ tập trung từ tháng 1-5. Khối lượng sơ sinh đạt từ 3.8-4.5 kg trở lên, khối lượng lúc cai sữa đạt 25–30 kg trở lên. Khối lượng ở tuổi hậu bị đạt 35-45 trở lên, tuổi kiệm định đạt khối lượng từ50–55 kg trở lên khối lượng hươu cơ bản đạt từ 60-65 trở lên. Nhung ló đạt 0.1-0.2 kg, nhung lứa thứ nhất đạt 0.3 kg trở lên.